# 篠原正典
篠原正典（日语：／ Shinohara Masanori，1953年12月2日—），日本男性配音員、旁白。出身於長野縣。東京俳優生活協同組合所屬。

## 簡歷
篠原正典原本在小學、中學、高中、大學時期，除了用筷子、棍子表演之外，從來沒有嘗試過任何事物。高中時期，他曾參加表演、打籃球。當時他的導師告訴他「你是史上最糟糕的隊長」，他在縣預賽中早早落敗，沮喪的他於是重新加入話劇社。在表演的過程中，篠原感受到了許多興奮和直觀的感受堆積起來。大學退學後，他成為無業遊民時，跌入了谷底，心想是否應該重新開始自己的人生。當時他只有三個興趣，當演員、當廚師、當老師。最終，他面臨著成為演員的選擇，也是本身唯一的選擇，所以在25歲的時候，他的目標是成為一名演員。他的演員生涯是從大約30年前開始的（2012年時計起），並曾出現在舞台表演和博物館活動上。
以前經歷演劇集團ACT青山、FREE ANNOUNCER CLUB（附屬放送藝人學校第10期生）。
起初，他並沒有打算從事配音工作，雖然他確實說過自己想做動畫，但並未做出過任何努力，例如找工作來做這件事。不過，作為轉折點，他找到了一份旁白解說的工作，在擔任解說之後，他開始從事配音的工作，在遊戲《鐵拳4》飾演三島一八一角。篠原根本不玩遊戲，所以他不知道三島一八是個很棒的角色。

## 人物
音質：男中音。
興趣：運動鞋收藏。
舊藝名篠原 正典（日文讀音相同）。2001年，於南夢宮（現萬代南夢宮娛樂）的格鬥遊戲《鐵拳4》首次聲演三島一八時使用的是舊名，但從2004年的《鐵拳5》開始，將以現在的名字活動（將名字後面「正典」轉換成平假名）。

## 演出
粗體字表示主要角色。

### 電影動畫
2010年代
- 鐵拳：血之復仇（2011年，三島一八）

### 網路動畫
2020年代
- 鐵拳：血脈（2022年，三島一八[8]）

### 遊戲
2000年代
- 鐵拳系列（2001年—2024年，三島一八）10作品[系列 1]
- 金礦脈探索模擬 鑄錠79（2002年，哈利）
- NAMCO x CAPCOM（2005年，惡魔一八）

2010年代
- 快打旋風 X 鐵拳（2012年，三島一八）
- PROJECT X ZONE 2：BRAVE NEW WORLD（日语：PROJECT X ZONE 2:BRAVE NEW WORLD）（2015年，三島一八[9]）
- 格鬥天王：全明星（2019年，三島一八）

2020年代
- 任天堂明星大亂鬥 特別版（2021年，一八）[注 1]
- 北斗神拳 LEGENDS ReVIVE（2022年，三島一八）

### 旁白
- NNN News REALTIME（日语：NNN Newsリアルタイム）（日本電視台）
- NEWS PLUS 1（日语：NNNニュースプラス1）（日本電視台）
- 今日事件（日本電視台）
- 報導特蒐計劃（日语：報道特捜プロジェクト）（日本電視台）
- SUNDAY PROJECT（日语：サンデープロジェクト）（朝日電視台）
- SUPER NEWS（日语：FNNスーパーニュース）（富士電視台（FNN））
- THE BEST HOUSE 123（日语：ザ・ベストハウス123）（富士電視台）
  - 在2007年3月21日的特別節目中，實際上在小川菜摘（日语：小川菜摘）演講時上攝影棚演出。
- 週日Familia（日语：日曜ファミリア） 鏡頭看到的世界怪盜檔案！犯罪與逮捕的決定性時刻 3小時特集（富士電視台）
- 戀愛巴士
  - 2007年9月3日，同台播出了戲仿《THE BEST HOUSE 123》的節目，所以只負責解說的部分。
- 我們的FLARE ～前田兄弟的選擇～（山陰中央電視台）
  - 《THE BEST HOUSE 123》中介紹前田兄弟的紀錄。
- 羈絆食堂（日语：キズナ食堂）（TBS）
- 所喬治的日本出場！（日语：所さんのニッポンの出番!）（TBS）
- （富士電視台系列）

### 外語配音

#### 電影
- 魔法電波（戴夫〈雷克斯·林恩〉）
- 從海底出擊（阿里奧）※影碟版。
- 迷情追緝令（英语：Eye of the Beholder (film)） ※影碟版。
- 銀河追緝令
- 絕命大逃亡（英语：Incognito (1998 film)）
- 至尊狗通緝令（英语：Lost & Found (1999 film)）
- 疑雲密佈（英语：Random Hearts） ※電視播出版。
- 探戈
- 鐵拳（三島一八〈伊恩·安東尼·戴爾（英语：Ian Anthony Dale）〉）
- 鐵拳：即刻復仇（英语：Tekken 2: Kazuya's Revenge）（三島一八〈小杉健（日语：ケイン・コスギ）〉）
- 億萬未婚夫 ※影碟版。
- 神鬼至尊 ※朝日電視台版。
- 詹姆士·龐德：黑日危機 ※影碟版。

## 腳註

## 外部連結
- 篠原正典｜東京俳優生活協同組合 （日語）